# 植村達雄
植村 達雄（うえむら たつお、1942年12月6日 - ）は、日本の男性俳優、男性声優。

## 経歴
- 1964年、舞台芸術学院[5]（14期生）を卒業後、東京芸術座を経て劇団花企画を設立[4]。舞台を中心に活動、多数の舞台で主演を務める[4]。
- 舞台芸術学院卒業→東京芸術座→劇団転形劇場→劇集団MM→劇団波の会→花企画第一期→花企画第二期[要出典]
- 以前はオフィス薫[1][2]、劇団光希[6]に所属していた。

## 出演作品

### 舞台
- 白人へのブルース
- 堕天女の夫
- 満州事変夢の花
- スカパンの悪だくみ
- 日本人民共和国
- あゝどん底〜ヴァシリーサたちの物語
- 被告の椅子
- 歌麿

### テレビドラマ
- 黄色い風土（1965年11月20日 - 1966年4月16日、日本テレビ）
- シオノギテレビ劇場　終末の刻（1966年1月20日 - 27日、フジテレビ）
- NHK大河ドラマ　徳川家康（1983年1月9日 - 12月18日、NHK）

### テレビアニメ
1993年
- 幽☆遊☆白書

1994年
- 勇者警察ジェイデッカー（司令官）

1995年
- 黄金勇者ゴルドラン（医者）

1996年
- ハーメルンのバイオリン弾き（パーカス）
- 勇者指令ダグオン（船長）

1998年
- 深海伝説MEREMANOID（ルースミラーの父）
- 南海奇皇 ファーストシーズン（老政治家）

1999年
- 南海奇皇 セカンドシーズン（元副総理）

### 吹き替え
- 緊急迎撃指令アカプルコヒート
- シティ・オブ・ジョイ